# Psammisia lanceolata
Psammisia lanceolata är en ljungväxtart som beskrevs av Hørold. Psammisia lanceolata ingår i släktet Psammisia och familjen ljungväxter. Inga underarter finns listade i Catalogue of Life.